# Baryscapus pospelovi
Baryscapus pospelovi är en stekelart som först beskrevs av Kurdjumov 1912.  Baryscapus pospelovi ingår i släktet Baryscapus och familjen finglanssteklar. Arten är reproducerande i Sverige. Inga underarter finns listade.